# Transtorno desafiador opositivo
Perturbação de oposição e desafio (português europeu) ou transtorno opositivo desafiador, transtorno opositor desafiador, transtorno desafiador opositivo, transtorno de oposição desafiante, desafiador de oposição (português brasileiro) (CID 91.3) é um tipo de transtorno de conduta que ocorre em crianças e adolescentes e, geralmente, é diagnosticado antes dos 8 anos de idade. Caracteriza-se por um comportamento desafiador, irritável e impulsivo, dentre outros sintomas. É comumente conhecido pela sigla TOD.

## Sintomas
Os principais sintomas que crianças e adolescentes com TOD podem apresentar são:
- Desafiarem regras e instruções, desobedecendo a pais e professores;
- Terem ataques de raiva frequentes;
- Buscarem vingança e guardarem rancor, principalmente contra adultos que eles acreditam que tenham lhes causado algum mal;
- Serem excessivamente teimosos e obstinados;
- Apresentarem dificuldade em lidar com frustrações;
- Agirem por impulso.

## Possíveis causas
Apesar de não ter causas definidas, o TOD pode ser influenciado por fatores como: falta de atenção, experiências de abuso, criação em ambientes agressivos e negligentes, conflitos familiares, dificuldades na escola e até mesmo por transtornos de ansiedade, transtorno de déficit de atenção com hiperatividade (TDAH) e transtornos de conduta.

## Diagnóstico
Para diagnosticar corretamente esse tipo de transtorno, é necessário que os demais critérios gerais citados em F91 (classificação de distúrbios restritos ao ambiente familiar) sejam cumpridos. Travessuras graves ou a desobediência em si não são suficientes para o diagnóstico. O diagnóstico desta categoria exige cautela, especialmente em crianças mais velhas, porque um "transtorno de conduta clinicamente significativo geralmente será acompanhado por um comportamento dissocial ou agressivo, que vai além da mera rebeldia ou de desorganização." (tradução livre do site World Health Organization).
Ao diagnosticar uma criança, deve-se levar em conta se os sintomas:
- Persistem por um longo período de tempo e ocorrem com frequência (por mais de 06 meses);
- São mais graves do que os comportamentos que são comuns na infância (se é mais que uma birra típica dessa fase da vida, por exemplo);
- Afetam as relações e o desempenho escolar da criança;
- Ocorrem em diversos ambientes (como escola, casa, no meio de familiares e amigos), não somente em um deles.